# Maria De Mattias

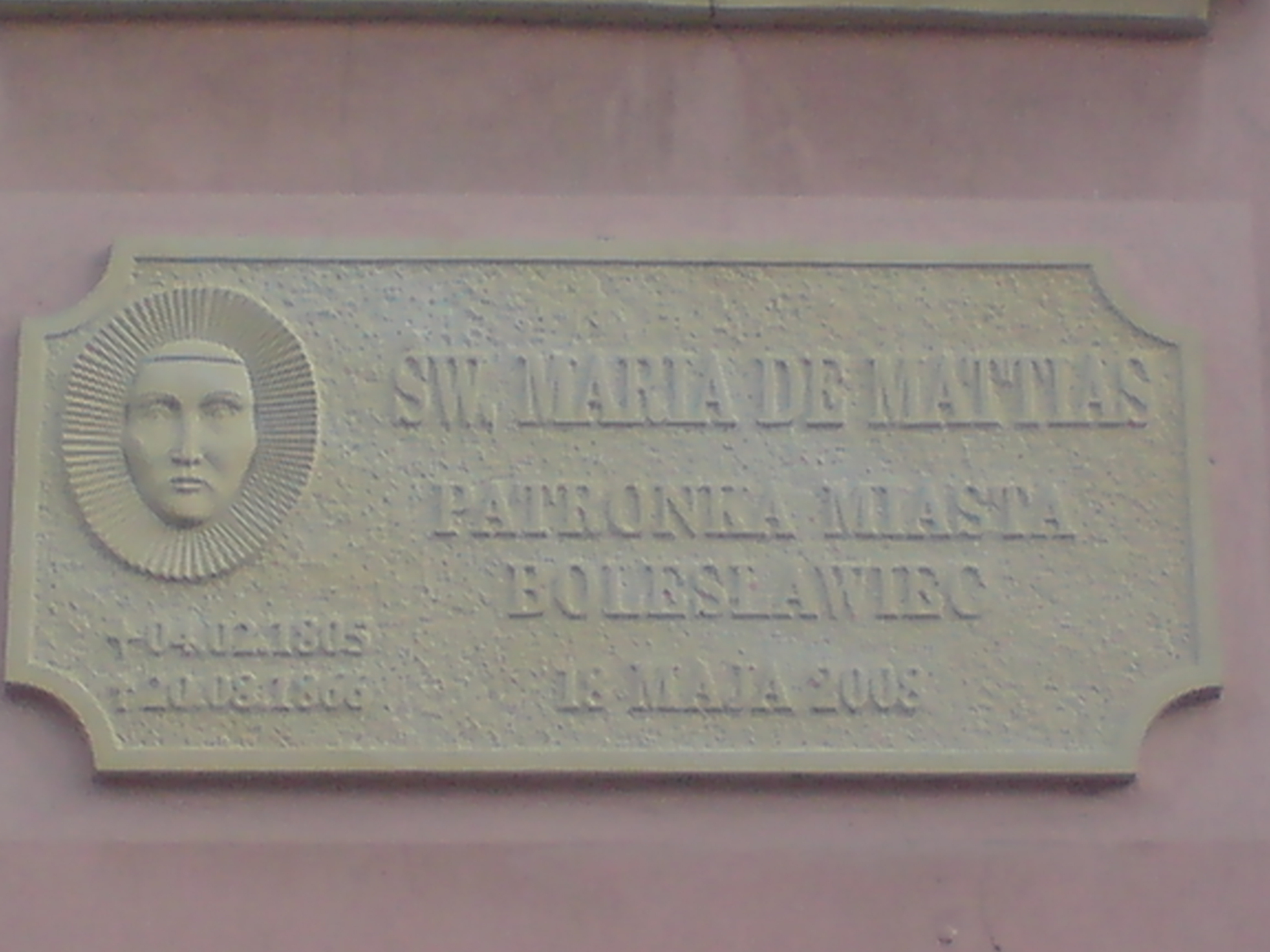
Tablica na ratuszu w Bolesławcu.

Maria De Mattias (ur. 4 lutego 1805 w Vallecorsa we Włoszech, zm. 20 sierpnia 1866 w Rzymie) – zakonnica, założycielka Zgromadzenia Adoratorek Krwi Chrystusa (ASC) i święta Kościoła katolickiego.

## Życiorys

### Rodzina i wychowanie
Maria de Mattias pochodziła z zamożnej, katolickiej rodziny. Jej rodzicami byli Giovanni i Ottavia de Angelis. Na chrzcie otrzymała imiona Maria Metilde. Formację chrześcijańską otrzymała w domu rodzinnym w Vallecorsa (Lacjum), przede wszystkim za sprawą ojca i czytania Pisma świętego. Ze względu na status społeczny, jej dzieciństwo i młodość przebiegały bez rówieśników, sprzyjając skupianiu się na samej sobie. Okolice, w których mieszkała rodzina, były niebezpieczne ze względu na grasujące bandy. Były lata 1810-1825, okres chaosu powstałego w wyniku wojen napoleońskich. W 1822 r. do Vallecorsa przybył głosić misje ludowe św. Kasper del Bufalo. Słuchając jego kazań, siedemnastoletnia wówczas Maria doświadczyła punktu zwrotnego w swym życiu. Zapragnęła, "aby wszystkim dać poznać Jezusa, Miłość Ukrzyżowaną". Chciała działać na rzecz odnowy społecznej. Była przekonana, że może do niej dojść poprzez pracę nad przemianą serc poszczególnych ludzi.

### Działalność
Jej kierownikiem duchowym był ks. Giovanni Merlini, bliski współpracownik św. Kaspra del Bufalo, założyciela Misjonarzy Krwi Chrystusa. Pod jego wpływem, w wieku 29 lat założyła w Acuto (Frosinone) Zgromadzenie Sióstr Adoratorek Krwi Chrystusa (4 marca 1834 r.). Na prośbę biskupa diecezji Anagni, Giuseppego Marii Laisa, otworzyła szkołę dla dziewcząt. Powoli dokonała się jej przemiana, ze skromnej, nieśmiałej dziewczyny stała się kaznodziejką pociągającą za sobą tłumy wiernych. Pragnęła przemawiać do wszystkich, by głosić wielką miłość Boga. Przyciągała ludzi swoją niezwykłą osobowością i zaangażowaniem. Na jej katechezy przychodzili także mężczyźni, choć w tamtych czasach nie było przyjęte, by kobiety nauczały mężczyzn. Przyłączyło się do niej wiele młodych dziewcząt. Dzięki temu otworzyła około siedemdziesięciu wspólnot Zgromadzenia. Także poza Włochami: trzy wspólnoty w Niemczech i jedną w Anglii.  Papież Pius IX poprosił ja o poprowadzenie w Civitavecchia hospicjum św. Alojzego (San Luigi) i szkoły.
Zmarła w Rzymie 20 sierpnia 1866 r. Na życzenie Piusa IX została pochowana na rzymskim cmentarzu Verano. Trzydzieści lat później, w wyniku rosnącej po śmierci opinii o jej świętości, rozpoczął się proces beatyfikacyjny. Marię de Mattias beatyfikował 1 października 1950 r. papież Pius XII, a kanonizował 18 maja 2003 r. w Rzymie papież Jan Paweł II.

## Kult
W Kościele katolickim wspomnienie liturgiczne obchodzone jest 20 sierpnia. Jest patronką Bolesławca.